# Iglesia de Panayia Chrisopolitissa
La iglesia de Panayia Chrisopolitissa o de Panagia Jrisopolitissa (en griego, Ναός της Παναγίας της Χρυσοπολίτισσας) es una basílica paleocristiana cuyo origen se sitúa en el siglo IV. Está situada en la antigua ciudad de Pafos, en Chipre. Se trata de la iglesia más grande que ha sido excavada en Chipre. Inicialmente constaba de siete naves que estaban separadas por seis filas de columnas, aunque en el siglo VI pasó a tener cinco naves y se alargaron las naves laterales. Esta reforma arquitectónica se sitúa en tiempos del obispo Sergio de Pafos, como atestigua una inscripción. El pavimento estaba decorado con mosaicos, que se conservan parcialmente, y sus dimensiones originales eran de 38 m de ancho y 53 de largo. Entre los restos se halla un pilar donde, según una tradición, flagelaron al apóstol Pablo.

## Mosaicos
En los mosaicos se representan figuras geométricas y otro tipo de escenas figurativas. Uno de ellos tiene un cristograma con la alfa y la omega; en otro hay racimos de uvas y dos inscripciones -una es un versículo de Juan y otra menciona a un tal Hesiquio-; en otro se representa un ciervo bebiendo agua con la inscripción de un versículo del Salmo 41; en otro hay una cratera con la inscripción de un versículo del libro de los Proverbios. Un piso de opus sectile recubría estos mosaicos. Los muros tenían una parte de mármol y también mosaicos y frescos, de los que se han conservado pocos fragmentos. En la parte occidental se encontraba el nártex, que estaba comunicado por un corredor con el palacio episcopal. También había un atrium cuadriporticum decorado también con mosaicos y con una fuente circular en un interior.

## Destrucción y nuevas iglesias
Fue destruida en 653 por los árabes, como testimonian algunas inscripciones de las columnas que invocan a Alá y honran a los musulmanes caídos en batalla.
En el siglo XIII se construyó en este lugar una iglesia franciscana, de la que se conservan algunos restos. Luego, entre los siglos XV y XVI se construyó la actual iglesia de Ayia Kyriaki, en la parte noreste de la primitiva basílica. Esta tuvo una función de catedral ortodoxa. Fue abandonada durante la época de dominio otomano. En 1953 fue dañada por un terremoto.